# Theodor Schwann
Theodor Schwann, född 7 december 1810 i Neuss vid Rhen, död 11 januari 1882 i Köln, var en tysk fysiolog. 
Schwann blev medicine doktor i Berlin 1834 och var därefter fram till 1839 assistent hos fysiologen professor Johannes Peter Müller där, då han antog en kallelse till anatomiska professuren i Leuven. År 1848 tilldelades han samma befattning vid University of Liège i Liège, där han 1858 tillika övertog professuren i fysiologi. 
Sin största betydelse har Schwann som grundläggare av cellteorin, genom verket Mikroskopische Untersuchungen über die Übereinstimmung in der Struktur und dem Wachsthum der Tiere und der Pflanzen (1839). I detta verk visade han att cellerna i djurkroppen såväl i morfologiskt som i fysiologiskt hänseende är likartade med cellerna i växtkroppen samt att alla animaliska vävnader dels uppstå ur celler, dels hela sitt liv utgörs av sådana.
Vidare upptäckte Schwann i det perifera nervsystemet en celltyp som sedan uppkallades efter honom, Schwannceller, och det verksamma enzymet i magsaften, vilket han kallade pepsin. Han utförde även viktiga undersökningar över jäsning och förruttnelse, tog avstånd från läran om uralstring och uppvisade betydelsen av organiska frön (jästcellerna). Också inom muskelfysiologin gjorde han betydande inlägg.
Han var en varmt troende katolik; innan han publicerade sina "Mikroskopische Untersuchungen", anhöll han hos ärkebiskopen i Mecheln om dennes utlåtande, huruvida bokens innehåll stred mot kyrkans lära. Detta hindrade honom inte från att kraftigt bidra till avslöjandet av ett av de kyrkliga myndigheterna på 1870-talet anordnat religiöst bedrägeri, vars huvudperson var en hysterisk flicka. Han tilldelades Copleymedaljen 1845 och blev ledamot av svenska Vetenskapsakademien 1874.